# Tallinn Open
Il Tallinn Open è stato un torneo professionistico femminile di tennis giocato sul cemento indoor del FORUS Tennis Center di Tallinn, in Estonia. L'unica edizione del torneo si è svolta nel 2022, il primo torneo estone del circuito maggiore che faceva parte della categoria WTA 250 per far fronte alla cancellazione stagionale dei tornei cinesi.
Nel 2023 il torneo è stato cancellato perché nonostante la WTA avesse offerto una licenza di tre anni, gli organizzatori del torneo non sono riusciti a trovare, mancando un impegno governativo, degli sponsor privati per sostenere il torneo così a lungo.

## Albo d'oro

### Singolare
| Anno | Categoria | Campionessa        | Finalista       | Punteggio |
| ---- | --------- | ------------------ | --------------- | --------- |
| 2022 | WTA 250   | Barbora Krejčíková | Anett Kontaveit | 6–2, 6–3  |

### Doppio
| Anno | Categoria | Campionesse                     | Finaliste                                | Punteggio        |
| ---- | --------- | ------------------------------- | ---------------------------------------- | ---------------- |
| 2022 | WTA 250   | Ljudmyla Kičenok Nadiia Kičenok | Nicole Melichar-Martinez Laura Siegemund | 7–5, 4–6, [10–7] |